# Armeniș
Armeniș (en hongrois : Örményes) est une commune du județ de Caraș-Severin en Roumanie.